# Filmtheater De Nieuwe Scene
Filmtheater De Nieuwe Scène is een zogenaamd filmhuis in het stadscentrum van de Nederlandse plaats Venlo. In de bioscoop worden uitsluitend kleinere artistieke films gedraaid.

## Ontstaansgeschiedenis
In 1973 werd in de wijk Hogekamp een Open Ontmoetingscentrum (OOC) gevestigd. Hierin was onder meer plaats voor vertoning van kleinere films. Het filmhuis heeft dan nog de naam OOC Zienema. De locatie werd na bijna 20 jaar niet meer geschikt geacht en nadat de Prins van Oranje was gesloopt, verrees op deze plek in 1992 een nieuw gebouw waar Perron 55, zoals het vanaf dat moment heette, werd gevestigd. Het filmgedeelte werd simpelweg Filmhuis Venlo genoemd. Weer 15 jaar later was ook deze locatie niet meer geschikt om de artistieke films te vertonen, en een leegstaand filmgebouw aan de Nieuwstraat in de binnenstad, voorheen De Scène geheten, werd door het filmhuis in 2007 in gebruik genomen. Om de oude bioscoopzaal eer aan te doen, werd de naam op dat moment veranderd in Filmtheater De Nieuwe Scène.

## Een nieuw leven
In 2010 heeft de kleinzoon van de uitbater van de destijds oudste nog werkzame bioscoop van Nederland, Joep Caubo plannen kenbaar gemaakt om opnieuw een bioscoop te willen bouwen. De naam van dit filmgebouw, dat zes zalen moet krijgen, refereert aan de bioscoop van zijn grootvader: CityCinema. Hierin zal volgens de plannen ook De Nieuwe Scène worden ondergebracht.
Op 15 januari 2013 werd bekend dat De Nieuwe Scene zelfstandig blijft bestaan op de Nieuwstraat. In de weken daarvoor werden beide partijen het niet eens over het aantal te geven voorstellingen in de nieuwe bioscoop en hierop werd een compromis gesloten dat CityCinema (dat in de nieuwbouw op de Picardie uiteindelijk 4 zalen kreeg) een van de twee zalen gaat huren voor arthousefilms, terwijl het Filmtheater zelf de andere zaal blijft exploiteren.